# Николай Ричков
Николай Петрович Ричков (на руски: Николай Петрович Рычков) е руски географ, етнограф, историк, пътешественик, изследовател на Европа и Азия.

## Произход и години на учение (1746 – 1767)
Роден е през 1746 година в Оренбург, Русия. Син е на историка на Оренбургския край Пьотър Иванович Ричков. Както е била традицията тогава, още от най-ранни години младият Ричков е записан на военна служба и до 1767 служи в пехотни полкове. През 1767 г. се уволнява от военна служба с чин капитан и е командирован в академичните експедиции на Иван Лепьохин и Петер Симон Палас.

## Експедиционна дейност (1768 – 1771)
През 1768 г. участва в Оренбургската експедицията на Иван Лепьохин, а от 1768 до 1774 г. е в експедицията на Петер Палас.
През 1769 – 1770 г. Палас му възлага самостоятелно да изследва Казанска, Оренбургска, Уфимска, Вятска и Пермска губернии. През пролетта на 1769 г. Ричков изследва лесостепите и степите на Заволжието и средното течение на река Кама. През лятото на 1769 г. се изкачва по река Шешма (ляв приток на Кама) до изворите ѝ, спуска се по река Зай, изкачва се по Кама до притока ѝ река Ик и изследва цялото (535 км) течение на последната. В горните течения на реките Сок и Кинел изследва възвишението Кинелски Яри (246 м) и изворите на река Дьома (приток на Белая), пресича източните части на Общия Сърт и зимува в Оренбург.
През лятото на 1770 г. изследва част от река Белая, притока ѝ Танип (360 км) и Сарапулските възвишения (249 м, 56 – 57º с.ш.) Спуска се по Кама до устието ѝ, добира се на север до устието на река Чепца (ляв приток на р. Вятка) и изследва цялото ѝ течение (501 км), а след това изследва изворите на река Вятка. В края на август се добира до изворите на Кама, като изследва Верхне-Камското възвишение (337 м), реките Обва (327 км) и Колва и възвишението Полюдов кряж. Зимува в Челябинск.
През лятото на 1771 г. е причислен към военен керван и изследва степите около река Ишим в Западен и Северен Казахстан. В края на лятото на 1771 г. изследва степите около река Ор (ляв приток на Урал) на изток от планината Мугоджари, а през август – долното течение на река Дьома.
Резултатите от своите изследвания Ричков публикува през 1770 – 1772 г. „Журнал или дневные записки путешествия по разным провинциям Российского государства 1769 и 1770 годов“ (ч. 1 – 2, СПБ, 1770 – 1772); „Дневные записки путешествия в Киргиз-Кайсацкой степи в 1771 году“ (СПБ, 1772); „Топография Оренбургской губернии“ (Оренбург, 1887).

## Последни години (1772 – 1784)
През 1772 г. е назначен за директор на новооткрита фабрика за коприна близо да град Царицин (сега Волгоград) и заема тази длъжност до смъртта си през 1784 година.